# Port-sur-Saône
Port-sur-Saône is een gemeente in het Franse departement Haute-Saône (regio Bourgogne-Franche-Comté). De gemeente telde 2.966 inwoners op 1 januari 2022. De plaats maakt deel uit van het arrondissement Vesoul.

## Geschiedenis
In de Romeinse tijd was er in Port een castrum: Portus Abucinus. De Saône was tot Port bevaarbaar en de plaats werd dus een belangrijke rivierhaven waar goederen uit het zuiden werden overgeladen voor wegtransport. De weg tussen de Rijn en Langres liep door de gemeente en hiervoor werd zelfs een viaduct gebouwd, waarvan resten bewaard zijn. Ook zijn er resten opgegraven van een Gallo-Romeinse villa, de villa van Le Magny.
Vanaf de 13e eeuw tot het einde van het ancien régime was Port verdeeld in twee heerlijkheden, gescheiden door de keizerlijke weg (de huidige N19). De Saône werd gebruikt voor het vervoer van hout richting Lyon. Deze transporten met houtvlotten gebeurden in de lente en de herfst omdat er dan de hoogste waterstanden waren. Pas na de kanalisatie van de Saône na 1870 werd de rivier ook bevaarbaar naar het noorden voorbij Port. Maar tegelijk luidde de komst van de spoorweg in 1856 de neergang van het riviertransport in.
Rond 1750 werd een brug over de Saône gebouwd, ontworpen door de architect Querret.
In 1936 werd een strand langs de Saône geopend.

## Geografie
De oppervlakte van Port-sur-Saône bedroeg op 1 januari 2022 24,59 vierkante kilometer; de bevolkingsdichtheid was toen 120,6 inwoners per km².
De onderstaande kaart toont de ligging van Port-sur-Saône met de belangrijkste infrastructuur en aangrenzende gemeenten.

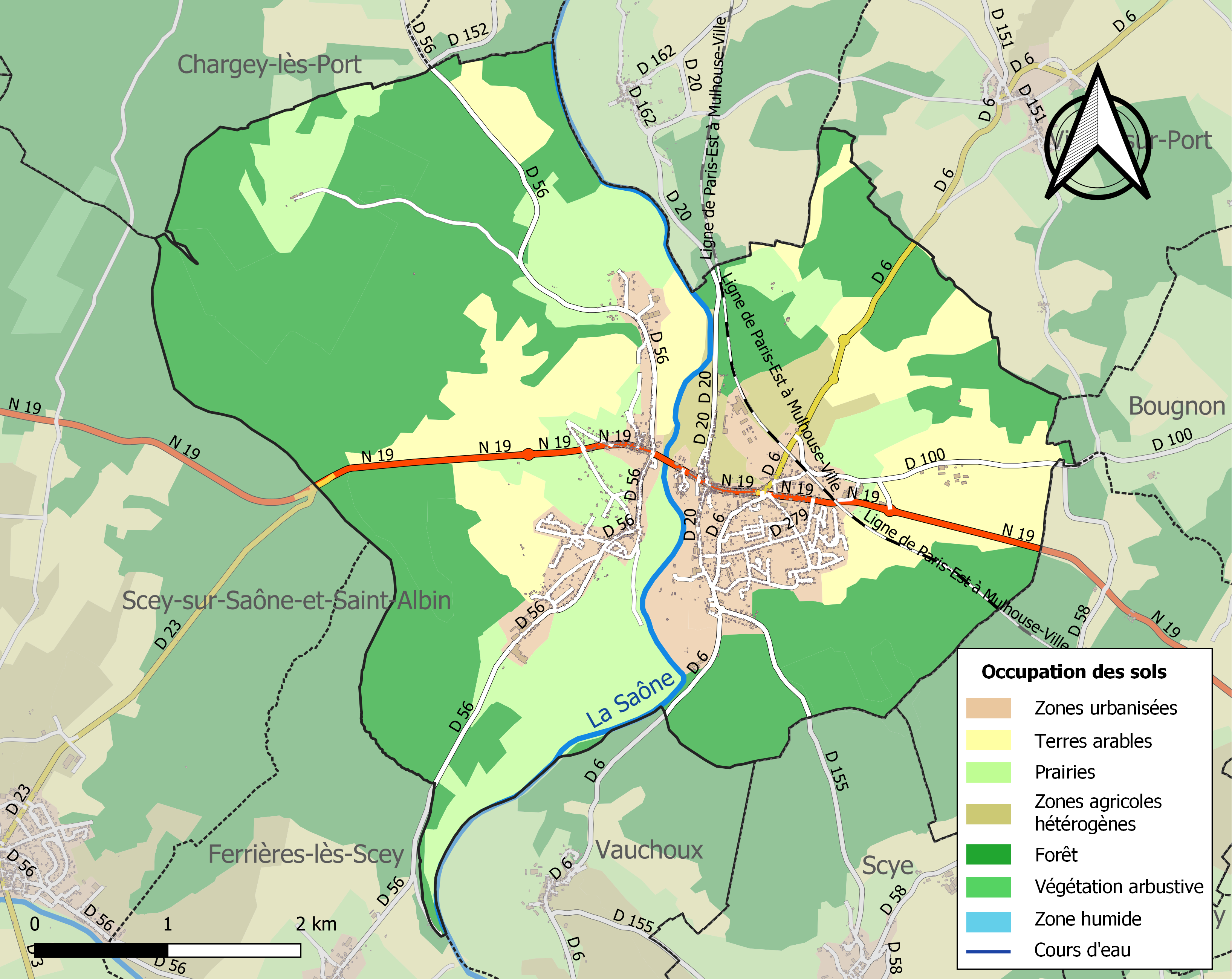

## Demografie
Onderstaande figuur toont het verloop van het inwonertal (bron: INSEE-tellingen).